# Collaborative Design Activity
Collaborative Design Activity (abrégé en COLLADA, signifiant activité de conception collaborative) est un format de fichier d'échange pour les applications 3D interactives.
COLLADA définit un standard de schéma XML ouvert pour échanger les acquisitions numériques entre différents types d'applications logicielles graphiques qui pourraient autrement conserver leur acquisition dans des formats incompatibles. Les documents COLLADA, qui décrivent des acquisitions numériques, sont des fichiers XML, habituellement identifiés par leur extension .dae («digital asset exchange», traduit par «échange numérique d'acquisition»).

## Logiciels utilisant le format COLLADA
- 0 A.D.
- Allplan
- Autodesk 3ds Max
- Autodesk Maya
- Blender
- Cinema 4D
- Google Earth
- GPure
- LightWave 3D
- Quartz Composer
- Rhinoceros 3D
- SketchUp
- Strata 3D (en)
- Vue d'Esprit